# Dicranella
Dicranella (auf Deutsch auch Kleingabelzahnmoose) ist eine Gattung von Moosen, die ähnlich den Gabelzahnmoosen (Dicranum) aussehen, meist aber deutlich kleiner sind.

## Beschreibung
Es handelt sich in der Regel um nur 1–2 cm hohe Moose, die in niedrigen, lockeren oder dichten Rasen meist auf Erde wachsen.
Die Blätter haben eine schmal ovale, oft scheidenförmige Basis, und sind bei den meisten Arten dann in eine sehr lange und schmale Spitze ausgezogen. Bei vielen Arten sind die Blätter einseitswendig und sichelförmige gebogen, bei anderen abstehend oder gekräuselt. Im Gegensatz zur Gattung Dicranum sind die Zellen in den Blattflügeln nicht besonders differenziert.
Die Kapseln stehen auf einer aufrechten, roten oder gelben Seta und sind aufrecht oder geneigt.

## Verbreitung und Standortansprüche
Die Gattung ist nahezu weltweit verbreitet. Die meisten Arten ziehen offenerdige, leicht saure Standorte vor, beispielsweise an lehmigen oder sandig-lehmigen Flächen in Wäldern, andere auf Torf in Mooren. Viele Arten sind Erstbesiedler solcher Standorte und können sich außer durch Sporen auch vegetativ durch Rhizoidgemmen vermehren.

## Mitteleuropäische Arten
Die Gattung enthält ungefähr 100 Arten, 12 davon kommen in Europa vor.
- Dicranella cerviculata
- Dicranella crispa
- Dicranella grevilleana
- Dicranella heteromalla
- Dicranella howei
- Dicranella rigidula
- Dicranella riparia
- Dicranella rufescens
- Dicranella schreberiana
- Dicranella staphylina
- Dicranella subulata
- Dicranella varia

Die ehemals zur Gattung gezählte Dicranella palustris wird nach der Systematik von Frey & Stech als Diobelonella palustris in die Familie Aongstroemiaceae eingegliedert.